# Berufskolleg für Technik und Gestaltung der Stadt Gelsenkirchen
Das Berufskolleg für Technik und Gestaltung der Stadt Gelsenkirchen (BTG) ist als technisch-gestalterisches Berufskolleg mit Technischem Gymnasium eine berufsbildende Schule in Nordrhein-Westfalen in Trägerschaft der Stadt Gelsenkirchen. Am BTG werden an drei Schulstandorten ca. 2400 Schüler in ca. 130 Klassen von ca. 110 Lehrenden unterrichtet. Das BTG ist damit die größte Schule in Gelsenkirchen.

## Geschichte
Der preußische Minister für Handel und Gewerbe führte 1908 die Schulpflicht für alle in gewerblichen Betrieben beschäftigten Jugendlichen ein und beauftragte die Gemeinden mit der Durchführung dieser Aufgabe. Nach einem von der Stadtverwaltung aufgestellten Organisationsplan, der im März 1909 durch den Minister genehmigt und durch das am 12. Juli 1909 vom Bezirksausschuss genehmigte Ortsgesetz Rechtskraft erlangte, wurden die in den einzelnen Stadtgemeinden bestehenden Innungs- und Fortbildungsschulen zu der neuen Schule vereinigt, die später den Namen „Gewerbeschule“ erhielt.
In den 1920er Jahren hatte die Schülerzahl der Gewerbeschule die Zahl 5000 weit überschritten, sodass sich die Schulverwaltung mit dem Gedanken trug, die Schule in zwei Systeme zu teilen. Diese Trennung wurde am 1. Juli 1929 vollzogen, nachdem die Zusammenlegung der Städte Gelsenkirchen, Buer und Horst zu der neuen Großstadt „Gelsenkirchen“ abgeschlossen war.
Die neue Schule erhielt den Namen „Industrieschule“ und übernahm die Aus- und Weiterbildung der freiwilligen Förderklassen für die Belange der Industrie. Die Gewerbeschule wurde unter Beibehaltung ihres Namens in eine Berufsschule des Handwerks umgebildet.
Im Jahre 1945 erfolgte die Vereinigung der Gewerbe- und Industrieschulen zur „Gewerblichen Unterrichtsanstalt“. Im darauffolgenden Jahr wurde die weibliche Abteilung als „Frauenbildungsanstalt“ etabliert. Weitere Restrukturierungen brachten die „Bauberufsschule“ (1957) – später umbenannt in „Georg-Kerschensteiner-Schule“ –, die „Metallberufsschule“ (1959) und die „Berufsschule für Bekleidung und Nahrung“ (1959) hervor. Mit Beginn des Schuljahres 1995/96 wurde die „Metallberufsschule“ in die bestehende „Georg-Kerschensteiner-Schule“ integriert.
Schließlich trägt das Berufskolleg seit der Zusammenführung der Kollegschulen und Berufsschulen im Schuljahr 1998/99 den heutigen Namen „Berufskolleg für Technik und Gestaltung“.
2015 hat der Rat der Stadt Gelsenkirchen die Schulentwicklungsplanung zur Neuorganisation der Gelsenkirchener Berufskollegs beschlossen. In diesem Zusammenhang hat das BTG zum Schuljahr 2015/16 vom Berufskolleg für Wirtschaft und Verwaltung die Bildungsgänge des dualen Systems der Berufsausbildung im Fachbereich Informatik übernommen. Zum Schuljahr 2016/17 erfolgte die Übernahme des Schulgebäudes an der Grimmstraße in Gelsenkirchen-Heßler durch das BTG mit den bestehenden Bildungsgängen der Bereiche Gestaltung, Farbe und Medien.

## Standorte/Gebäude
Das Berufskolleg verteilt sich auf drei Schulstandorte in Gelsenkirchen:
1. Gelsenkirchen-Schalke, Overwegstraße 63 (Hauptstelle), Bereiche: Berufliches Gymnasium, Elektrotechnik, Informationstechnik mit Informationstechnischen Assistenten, Kfz-Technik und Metalltechnik mit Maschinenbautechnischen Assistenten
2. Gelsenkirchen-Heßler, Grimmstraße 44 (Nebenstelle), Bereiche: Gestaltungstechnische Assistenten, Mediengestaltung, Farbtechnik und Raumgestaltung
3. Gelsenkirchen-Buer, Turmstraße 9 (Nebenstelle), Bereich: Bautechnik

Das heutige Hauptgebäude des BTG in der Overwegstraße wurde 1964 bis 1968 nach dem Entwurf des Architekten Harald Deilmann aus Münster errichtet, der bei dem Gebäude der damaligen Metallberufsschule die Idee des Bauhausstils fortführte und den durch Le Corbusier geprägten Stil des Brutalismus aufgriff. Der Begriff Brutalismus findet seinen sprachlichen Ursprung im französischen béton brut = roher Beton, Sichtbeton. Der Brutalismus und somit auch das Schulgebäude ist demgemäß geprägt durch die Verwendung von Sichtbeton, die Betonung der Konstruktion, simplen geometrischen Formen und grober Ausarbeitung und Gliederung des Gebäudes.

## Schulabschlüsse
Lernende können im BTG alle Schulabschlüsse der Sekundarstufe I, wie den Hauptschulabschluss (nach Klasse 9 und nach Klasse 10) oder den mittleren Schulabschluss (Fachoberschulreife mit und ohne Qualifikationsnachweis), erwerben. Ebenso können auch alle Abschlüsse der Sekundarstufe II, wie die Fachhochschulreife und die Allgemeine Hochschulreife, d. h. das Abitur, erreicht werden. Zudem kann der Weiterbildungsabschluss Staatlich geprüfter Techniker erworben werden (siehe dazu auch unten: Bildungsgänge).

## Auszeichnungen und Modellprojekte

### Gütesiegel „Schule der Zukunft – Bildung für Nachhaltigkeit“
Das BTG betrachtet die Zukunft als ein durchgängiges Leit- bzw. Unterrichtsprinzip. Entsprechend sind die neuste Technik, aktuelle Gestaltungstrends und der Aspekt der Nachhaltigkeit von großer Bedeutung. In den technischen Fächern sind beispielsweise Gesichtspunkte wie Energieeffizienz und ein schonender Umgang mit den Ressourcen Herausforderungen. Des Weiteren finden Projekte statt, die den Horizont auch über das Fachliche hinaus erweitern. Zu diesen BTG-Projekten zählen unter anderem:
- „Der ökologische Fußabdruck – Eine Multivisionsshow“
- „Wasser – Das blaue Gold“
- „Fair Trade – gerechter Handel“
- „Konsumwandel – Unser Smartphone und was alles drinsteckt“
- „Schul-Sport-Fest – Zusammenhalt macht stark“

Für diese Aktivitäten und das besondere Engagement wurde das BTG 2015 mit dem Gütesiegel „Schule der Zukunft – Bildung für Nachhaltigkeit“ ausgezeichnet. Das Gütesiegel wird im Rahmen der UN-Initiative Bildung für nachhaltige Entwicklung durch das Ministerium für Klimaschutz, Umwelt, Landwirtschaft, Natur- und Verbraucherschutz des Landes Nordrhein-Westfalen, das Ministerium für Schule und Weiterbildung des Landes Nordrhein-Westfalen und die Natur- und Umweltschutzakademie NRW verliehen.

### MSB-Modellprojekt „Berufliches Gymnasium für Ingenieurwissenschaften“
Am Berufskolleg für Technik und Gestaltung (BTG) kann das Berufliche Gymnasium im technischen Bereich besucht werden. Von 2014 bis 2019 nahm das BTG als eine von zehn ausgewählten Schulen in NRW am fünfjährigen Modellprojekt des Landes zum „Beruflichen Gymnasium für Ingenieurwissenschaften“ teil. Zum Sommer 2019 ist das Modellprojekt in das Regelangebot der Schule übergegangen. Es besteht nun die Möglichkeit, in der gymnasialen Oberstufe des BTG mit den Leistungskursen Ingenieurwissenschaften und Mathematik die allgemeine Hochschulreife zu erlangen. Als neue Alternative verschafft das Berufliche Gymnasium für Ingenieurwissenschaften den Schülern die Möglichkeit, grundlegendes Verständnis für ingenieurwissenschaftliche Tätigkeiten zu erwerben. Lernende können sich mit den Fachdisziplinen Bautechnik, Elektrotechnik und Maschinenbautechnik vertraut machen, ohne sich frühzeitig auf eine ingenieurwissenschaftliche Disziplin festzulegen. Didaktisches und pädagogisches Unterrichtsprinzip ist dabei ein handlungsorientierter Unterricht bei einer intensiven berufspraktischen Projektorientierung zur Integration der ingenieurwissenschaftlichen Teildisziplinen. Der Schulversuch wurde durch das Ministerium für Schule und Bildung des Landes NRW sowie die Bezirksregierungen Münster getragen und in Kooperation mit der Otto-von-Guericke-Universität Magdeburg (Lehrstuhl Klaus Jenewein) evaluierend begleitet.

### MSB-Innovationsprojekt „3i“
Ziel der Ausbildungsvorbereitung und der Berufsfachschule ist es unter anderem, Jugendliche mit unterschiedlichen Bildungsvoraussetzungen, Stärken und sozialen Erfahrungen zu fördern und Basiskompetenzen zur beruflichen Qualifizierung zu vermitteln. Für einen großen Teil der Jugendlichen ist dieses Ziel schwer zu erreichen. In diesem Zusammenhang sind das gemeinsame Lernen im Rahmen der Inklusion sowie die individuelle Förderung eine besondere Herausforderung. Daraus ergibt sich die Notwendigkeit eine „Professionelle Bildungsgangarbeit“ zur „individuellen Förderung, inklusiven Bildungsarbeit und sozialen Integration“ zu entwickeln.
Daran knüpfte das Innovationsprojekt 3i an. 3i steht für: Individuell fördern. Inklusive Bildungsarbeit stärken. Soziale Integration eröffnen. Kernaspekte des Innovationsprojektes 3i waren: Kollegiale Qualifizierung von Lehrkräften, Konzeption und Implementation von Bildungsgangprojekten in sogenannten Innovationsarenen, Verzahnung von Personal- und Schulentwicklung sowie die Entwicklung regionaler Entwicklungscluster. Als Projektschule nahm das BTG von 2015 bis 2018 am Innovationsprojekt 3i teil. Eine zentrale Rolle der Arbeit am BTG spielte dabei die Auseinandersetzung mit dem Thema multiprofessionelle Teamarbeit zur Stärkenorientierung. Das Projekt wurde wissenschaftlich begleitet durch die Universität Paderborn (Lehrstuhl H.-Hugo Kremer). Das Ministerium für Schule und Bildung des Landes NRW förderte das Projekt, das BTG wurde dabei zudem durch die Bezirksregierung Münster unterstützt.

### EU-Programm „Erasmus+“
Die Teilnahme des BTG am EU-Programm Erasmus+ ermöglicht den Austausch mit dem schottischen West Lothian College und wird seit dem Schuljahr 2016/17 um weitere Partner in Frankreich (La Réunion), Griechenland, Italien, Malta und Spanien erweitert.

### EU-Programm „eTwinning“ (eTwinning-School)
Das BTG nimmt am EU-Programm eTwinning teil. Es handelt sich dabei um ein Netzwerk, das Schulen unterstützt, europäische Partnerschulen zu finden und gemeinsame Online-Projekte durchzuführen. Mithilfe von digitalen Werkzeugen und Diensten sind Projekte möglich, die den interkulturellen Austausch fördern. Schüler können Fremdsprachenkenntnisse dabei direkt anwenden, miteinander im sogenannten Twinspace an ihrem Projekt mit Lernenden aus anderen Ländern arbeiten. Sie erweitern so nicht nur ihre sprachlichen Fähigkeiten, sondern erproben zugleich die verantwortliche Nutzung digitaler Medien. Ziel ist, dass die Schüler sich in diesem Projekt austauschen, gemeinsam lernen und sowohl die Gemeinsamkeiten als auch Unterschiede in ihren Vorstellungen und Lebensweisen innerhalb Europas erkennen und wertschätzen. eTwinning bietet außerdem Möglichkeiten für Lehrkräfte, sich online und durch Seminare im In- und Ausland fortzubilden.
2016 erhielt das BTG für sein europäisches Schulprojekt „Wir sind Europa – gemeinsam in Frieden leben“ das eTwinning-Qualitätssiegel für beispielhafte Internetprojekte. 2017 folgte für das Projekt „Visions of a Future World“ erneut ein eTwinning-Qualitätssiegel. Seit 2018 ist das BTG nach einem mehrstufigen Prüfprozess als eine von 16 Schulen in Deutschland eine sogenannte „eTwinning-School“.

### Fortbildungsprogramm „Cisco-Zertifikat“
Seit dem Schuljahr 2015/16 ist das BTG offizielle Cisco-Akademie. Schüler können in diesem Rahmen das Cisco-Fortbildungszertifikat des Fachlehrgangs CCNA (Routing and Switching als Netzwerktechnik) erlangen. Außer dem Lehrgang CNNA (Netzwerktechnik) können am BTG auch Schulungen und Prüfungen im Bereich IT-Essentials als berufliche Fortbildung gewählt werden. Für IT-Schüler, die diese Fortbildungen erfolgreich absolvieren, wird ein Cisco-Zertifikat des Herstellers von Netzwerkkomponenten verliehen.

### BMFSFJ-/BMUB-/ESF-Projekt „JustiQ“
Seit 2017 nimmt das BTG am Projekt JustiQ (= Jugend stärken im Quartier) teil. Gefördert wird JustiQ durch das Bundesministerium für Familie, Senioren, Frauen und Jugend (BMFSFJ), das Bundesministerium für Umwelt, Naturschutz, Bau und Reaktorsicherheit (BMUB) und den Europäischen Sozialfonds (ESF). Ziel des Projektes ist es, dass alle Menschen eine berufliche Perspektive erhalten. Benachteiligung auf dem Arbeitsmarkt soll so auf kommunaler Ebene durch sozialarbeiterische und pädagogische Maßnahmen abgebaut werden.

### Zusatzqualifikation „Digitale Fertigungsprozesse“
Im Oktober 2018 startete unter der Schirmherrschaft von NRW-Ministerpräsident Armin Laschet das Projekt „NRWgoes.digital“. Bei dem auf 3,5 Jahre ausgelegten Projekt handelt es sich um eine landesweite Qualifizierungsoffensive zur Digitalisierung im dualen System der Berufsausbildung. Das BTG zählt dabei zu den Projektschulen des ersten Durchgangs. In seit 2019 laufenden Fortbildungen werden 600 Lehrkräfte und Ausbildungsverantwortliche zu relevanten Themen im Kontext der Industrie 4.0 in einem Schulungsumfang von 5 Wochen qualifiziert. Parallel erfolgt die Entwicklung von digitalen Lernmedien, die inhaltlich auch unter der Berücksichtigung der Teilnovellierung der Ordnungsmittel für die Ausbildung in den Metall- und Elektroberufen erstellt werden. Das Wissen sollen die Lehrkräfte danach an Berufsschulen mit Hilfe der erstellten Materialien im Rahmen der Zusatzqualifikation „Digitale Fertigungsprozesse“ an Auszubildende weitergeben. Das Projekt wird durch die Nachwuchsstiftung Maschinenbau, das Ministerium für Arbeit, Gesundheit und Soziales des Landes NRW, das Ministerium für Schule und Bildung des Landes NRW sowie die Bezirksregierungen Münster getragen.

### MSB-Schulversuch „Ingenieurtechnik und Fachhochschulreife“
Ab Sommer 2019 nimmt das BTG am fünfjährigen Schulversuch des MSB zur Erprobung eines gestuften Bildungsgangs Ingenieurtechnik mit Fachhochschulreife und Berufsabschluss als technischem Assistenten teil. Inhaltliche Ziele sind dabei die Erprobung, ob ein zusätzliches vollzeitschulisches Angebot im technischen Bereich durch seine breite inhaltliche Ausrichtung neue Schülergruppen für den MINT-Bereich erschließt und ob der Bildungsgang durch seine technisch-interdisziplinäre Ausrichtung eine besonders geeignete Vorbereitung für technische Studiengänge und anspruchsvolle duale Ausbildungsberufe darstellt. Der Bildungsgang ist dreijährig konzipiert: nach zwei Jahren wird der schulische Teil der Fachhochschulreife erworben, der zweite Teil erfolgt als Berufsabschlussprüfung im dritten Jahr – im BTG zum Maschinenbautechnischen Assistenten. Analog zum Beruflichen Gymnasium für Ingenieurwissenschaften können sich Lernende dabei mit den Fachdisziplinen Bautechnik, Elektrotechnik und Maschinenbautechnik vertraut machen sowie einen Schulabschluss und hier auch einen Berufsabschluss erwerben. Didaktisches und pädagogisches Unterrichtsprinzip ist dabei ein handlungsorientierter Unterricht bei einer intensiven berufspraktischen Projektorientierung. Der Schulversuch wird durch das Ministerium für Schule und Bildung des Landes NRW sowie die Bezirksregierungen Münster getragen.

### MSB-Schulversuch „Talentschule“
Im Dezember 2019 hat das Ministerium für Schule und Bildung des Landes NRW das BTG als eines von 15 Berufskollegs zur Teilnahme am bundeslandweiten Schulversuch Talentschule ausgewählt. In den Berufskollegs, so auch im BTG, richtet sich der Schulversuch an die Schüler, die neben einer beruflichen Orientierung den Hauptschulabschluss nach Klasse 9 oder 10 oder die Fachoberschulreife (Realschulabschluss) erreichen wollen. „Der Schulversuch soll zeigen, ob die Leistungen und Erfolge von Schülerinnen und Schülern an Schulen in Stadtteilen mit großen sozialen Herausforderungen durch besondere unterrichtliche Konzepte, zusätzliche Ressourcen und Unterstützung bei der Schulentwicklung nachweisbar gesteigert werden können.“
Das pädagogisches Konzept des BTG als Talentschule besteht darin, Schüler berufsorientierend zu begleiten und ihnen individuelle und nachhaltige Anschlüsse an die Schulzeit zu ermöglichen. Im Mittelpunkt stehen dabei Maßnahmen zur direkten Talentförderung der Lernenden, zum Beispiel über eine technisch breite Berufsorientierung mit Praxisphasen und Ausbildungslotsen, über erlebnispädagogische Elemente und über eine intensive Beratung der Schülerinnen und Schüler.
Ab dem Schuljahr 2020/21 wird das BTG für die pädagogische Arbeit in den sechs Versuchsjahren zusätzliche personelle und finanzielle Mittel erhalten und in dieser Phase vom Ministerium für Schule und Bildung des Landes NRW, der Bezirksregierung Münster und der Stadt Gelsenkirchen auch konzeptionell begleitet.

### Zertifizierung als "Europaschule in Nordrhein-Westfalen"
Im Februar 2021 bekommt das Berufskolleg für Technik und Gestaltung nach einem umfassenden Zertifizierungsprozess die Auszeichnung „Europaschule in Nordrhein-Westfalen“ für die Jahre 2020 bis 2025 verliehen.
Die Qualifikation erfolgt durch die umfangreichen Europa-Aktivitäten: Zu diesen gehören ein schulisch erweitertes Fremdsprachenangebot, bilingualer Unterricht sowie internationale Projekte, Partnerschaften und Austauschprogramme mit Schulen in Polen (zwei Schulen), Frankreich, Spanien, Italien, Schweden, Schottland und Irland.
Vielfältige internationale Kontakte und Projekte, die ein wichtiger Bestandteil der Schulkultur des Berufskollegs für Technik und Gestaltung sind, ermöglichen den Lernenden internationale Berufserfahrungen und interkulturelles Lernen. Durch das „Koordinationsteam Europa“ des BTG, das standortübergreifend arbeitet, haben die Lernenden aller Bildungsgänge und auch der drei verschiedenen Standorte die Möglichkeit, das Angebot wahrzunehmen.

## Bildungsgänge

### Berufsschule
Im Bereich der Berufsschule ist zwischen den Zweigen der Ausbildungsvorbereitung und der Berufsausbildung zu differenzieren.
Die Ausbildungsvorbereitung ermöglicht Schülern, den Hauptschulabschluss nach Klasse 9 und berufliche Kenntnisse zu erwerben. Sie haben die Möglichkeit, sich in Vollzeit- oder Teilzeitform Wissen bezüglich der Bereiche Werkzeugrecycling, Fahrzeugpflege, Metalltechnik, Fahrzeugtechnik, Heizung-Lüftung-Sanitär, Bau- und Holztechnik anzueignen.
Schüler, die eine Berufsausbildung in einem anerkannten Ausbildungsberuf anstreben, können zusätzlich den Hauptschulabschluss nach Klasse 10 oder den mittleren Schulabschluss (FOR) erreichen. Im Rahmen dieser dualen Ausbildung werden am BTG folgende Bereiche und industrielle, handwerkliche und kaufmännische Berufsausbildungsgänge angeboten:
- Bautechnik: Berufsausbildung zum Straßenbauer, Beton- und Stahlbetonbauer, Tischler, Dachdecker, Tiefbaufacharbeiter, Hochbaufacharbeiter, Maurer, Fliesen-, Platten- und Mosaikleger
- Elektrotechnik: Berufsausbildung zum Elektroanlagenmonteur, Elektroniker, Mechatroniker
- Medientechnik: Berufsausbildung zum Mediengestalter Digital und Print
- Farbtechnik/Raumgestaltung: Maler und Lackierer, Bauten- und Objektbeschichter, Fahrzeuglackierer
- Informationstechnik: Berufsausbildung zum Fachinformatiker (Systemintegration), Fachinformatiker (Anwendungsentwicklung), Kaufmann für Digitalisierungsmanagement, Kaufmann für IT-System-Management
- Fahrzeugtechnik: Berufsausbildung zum Automobilmechaniker, Fahrzeugpfleger, Kfz-Mechatroniker
- Metalltechnik: Berufsausbildung zum Anlagenmechaniker in den Fachbereichen Sanitär-, Heizungs- und Klimatechnik oder Schweißtechnik, Metallfeinbearbeiter, Verfahrensmechaniker für Beschichtungstechnik, Industriemechaniker, Werkzeugmechaniker, Metallbauer, Zerspanungsmechaniker

Eine weitere Sonderform stellt der Bereich des dualen Studiums dar.

### Duales Studium
Durch eine Kooperation mit der Westfälischen Hochschule Gelsenkirchen besteht für Interessenten mit Fachhochschulreife bzw. allgemeiner Hochschulreife sowie einem IHK-Ausbildungsvertrag die Option, am BTG duale Teilzeitstudien zum Bachelor of Engineering Elektrotechnik und Elektroniker Betriebstechnik oder Bachelor of Engineering Maschinenbau und Industriemechaniker durchzuführen. Insgesamt dauert die duale Ausbildung in beiden Zweigen vier Jahre.

### Berufsfachschule
Die Berufsfachschule umfasst am BTG verschiedene Zweige und dementsprechend unterschiedliche Qualifikationen:
| Berufsfachschule                   | Ziel                                                                            | Voraussetzung                                                                                            | Angebot |
| ---------------------------------- | ------------------------------------------------------------------------------- | --- | --- |
| Berufsfachschule HSA10             | - Hauptschulabschluss nach Klasse 10 (HSA 10) - berufliche Kenntnisse           | Hauptschulabschluss nach Klasse 9                                                                        | ein Jahr in Vollzeitform im Bereich Metalltechnik, Bau- und Holztechnik                                                                                                |
| Berufsfachschule FOR               | - Mittlerer Schulabschluss (FOR oder FORmQ) - berufliche Kenntnisse             | Hauptschulabschluss nach Klasse 10                                                                       | ein Jahr in Vollzeitform im Bereich Elektrotechnik, Fahrzeugtechnik, Metalltechnik, Bau- und Holztechnik, Farbtechnik und Raumgestaltung oder Medien/Medientechnologie |
| Höhere Berufsfachschule Bautechnik | - Fachhochschulreife - berufliche Kenntnisse                                    | Mittlerer Schulabschluss (Fachoberschulreife) oder die Berechtigung zum Besuch der gymnasialen Oberstufe | zwei Jahre in Vollzeitform mit dem Schwerpunkt Bautechnik |
| Höhere Berufsfachschule GTA        | - Fachhochschulreife - Berufsausbildung zum Gestaltungstechnischen Assistenten  | Mittlerer Schulabschluss (Fachoberschulreife) oder die Berechtigung zum Besuch der gymnasialen Oberstufe | drei Jahre in Vollzeitform mit dem Schwerpunkt Grafik/Objektdesign |
| Höhere Berufsfachschule ITA        | - Fachhochschulreife - Berufsausbildung zum Informationstechnischen Assistenten | Mittlerer Schulabschluss (Fachoberschulreife) oder die Berechtigung zum Besuch der gymnasialen Oberstufe | drei Jahre in Vollzeitform mit dem Schwerpunkt Informationstechnik |
| Höhere Berufsfachschule MTA        | - Fachhochschulreife - Berufsausbildung zum Maschinenbautechnischen Assistenten | Mittlerer Schulabschluss (Fachoberschulreife) oder die Berechtigung zum Besuch der gymnasialen Oberstufe | drei Jahre in Vollzeitform mit dem Schwerpunkt Konstruktionstechnik |

### Technisches Gymnasium
Im Bereich des technischen Gymnasiums, einer fachrichtungsbezogenen Ausprägung des beruflichen Gymnasiums, werden in Form der gymnasialen Oberstufe am BTG die berufsbezogenen Vertiefungen Informationstechnik oder Ingenieurwissenschaften angeboten, die jeweils mit dem Erwerb der allgemeinen Hochschulreife (Abitur) nach drei Jahren einhergehen. Um das technische Gymnasium besuchen zu dürfen, ist entweder ein mittlerer Schulabschluss mit Qualifikationsvermerk (FORmQ) oder die Versetzung in die Jahrgangsstufe 10 eines G8-Gymnasiums notwendig. Abhängig von dem gewählten Schwerpunkt variieren die obligatorischen Leistungskurse (Informationstechnik: Datenverarbeitungstechnik, Mathematik; Ingenieurwissenschaften: Ingenieurwissenschaften, Mathematik).

### Fachschule für Technik
In den Fachschulen des BTG können der Weiterbildungsabschluss als staatlich geprüfter Techniker und die Fachhochschulreife erworben werden, sofern Schüler einen Berufsabschluss oder eine mehrjährige Tätigkeit im Berufsfeld nachweisen können. Im Kontext dieser Aufstiegsfortbildung werden am BTG die drei verschiedenen Fachrichtungen Bautechnik, Elektrotechnik und Maschinenbautechnik angeboten. Die schulische Bildung wird jeweils vier Jahre in Teilzeitform absolviert.
Abgerundet wird das Angebot der Fachschule für Technik am BTG mit dem Aufbaubildungsgang Betriebswirtschaft. Voraussetzung für den Besuch dieses einjährigen Weiterbildungsbildungsgangs ist ein erfolgreicher Abschluss als staatlich geprüfter Techniker.

## Partnerschulen und Kooperationen
Das BTG kooperiert im Ausbildungsbereich des Dualen Studiums mit der Westfälischen Hochschule Gelsenkirchen. Erweitert wurde die Kooperation mit der Westfälischen Hochschule 2016 im Rahmen des Vorhabens digi-co (= Digitale Community). Zusammen mit dem weiteren Kooperationspartner Gelsenwasser AG steht bei digi-co die gemeinsame Arbeit an IT-Projekten im Mittelpunkt. Darüber hinaus besteht seit dem Jahr 2010 ein regelmäßiger, vom Deutsch-Polnischen Jugendwerk geförderter Schüleraustausch zwischen dem BTG und der Stadt Świdnica (Schweidnitz) in Polen. Durch das EU-Programm Erasmus+ erfolgt außerdem ein Austausch mit dem schottischen West Lothian College in Livingston. Kooperationen mit weiteren Partnerschulen in Frankreich (La Réunion), Griechenland, Italien, Malta und Spanien werden seit dem Schuljahr 2016/17 im Rahmen des Programmes organisiert.